# Erwin Maier (Kaufmann)
Erwin Otto Maier (* 22. Januar 1927 in Memmingen; † 7. September 2016) war ein deutscher Textilkaufmann.
Maier war von 1954 an Mitglied im Landesverband des Bayerischen Einzelhandels. Von 1983 bis 1995 amtierte er als deren Präsident und danach als Ehrenpräsident. Daneben war er auch Vizepräsident des Handelsverbandes Deutschland, Vorsitzender des Bildungszentrums des Bayerischen Handels und 27 Jahre lang Vorstandsvorsitzender der Akademie Handel. Von 1986 bis 1997 gehörte er dem Bayerischen Senat an.